# Edmond H. Fischer
Edmond Henri Fischer, švicarsko-ameriški biokemik in akademik, nobelovec, * 6. april 1920, Šanghaj, Republika Kitajska, † 27. avgust 2021, Seattle, Washington, Združene države Amerike
S sodelavcem Edwinom G. Krebsom je odkril, kako reverzibilna fosforilacija deluje kot stikalo za aktiviranje encimov ter s tem regulira biokemijske procese v celici. Za to odkritje sta leta 1992 prejela Nobelovo nagrado za fiziologijo ali medicino. Vso svojo kariero je deloval na Univerzi Washingtona v Seattlu.

## Življenjepis
Rodil se je v takratni mednarodni koncesiji v Šanghaju, kot najmlajši od treh bratov staršema judovskega porekla, ki sta emigrirala iz Evrope. Sprva se je šolal v francoski šoli, ki jo je soustanovil njegov ded, pri sedmih letih pa je bil ločen od staršev in z bratoma poslan v internat v Ženevo. Tam je obiskoval tudi deški Collège de Calvin in tik pred izbruhom druge svetovne vojne maturiral ter vpisal študij kemije na Univerzi v Ženevi. V tem času se je resneje ukvarjal tudi z glasbo, študiral je klavir na ženevskem konzervatoriju, a se je naposled odločil, da bo glasba ostala le hobi. Med študijem se je navdušil nad organsko kemijo, zato se je po diplomi posvetil kristalizaciji amilaze ter drugih organskih spojin pod mentorstvom Kurta Meyerja.
Leta 1950 je odšel na podoktorsko usposabljanje na Kalifornijski tehnološki inštitut v ZDA, kjer pa je že po nekaj mesecih dobil ponudbo za službo in položaj docenta na Univerzi Washingtona. Zato se je preselil v Seattle, kjer se je s Krebsom kmalu lotil problema aktivnosti encima fosforilaze, ki sta ga kot študenta preučevala oba. Zanimala ju je pretvorba med aktivno in neaktivno obliko; Krebsova mentorja sta domnevala, da je v procesu udeležen AMP kot kofaktor, Fischer pa je med študijem preučeval fosforilazo iz krompirja, ki za aktivnost ni potrebovala AMP, zato je bil mehanizem dvomljiv. Namesto razjasnitve vloge AMP sta s Krebsom odkrila in dokazala povsem nov mehanizem: dodajanje in odvzemanje fosfatne skupine, ki aktivira oz. inaktivira fosforilazo, z encimoma fosforilaza kinaza ter fosfataza. Pred njunim odkritjem je veljalo prepričanje, da so beljakovine s fosfatnimi skupinami pomembne samo v prehrani (na primer kazein v mleku). Krebs in Fischer pa sta šla še dlje: gradila sta na odkritju skupine Earla Sutherlanda in pokazala, da gre za celo kaskado aktivacije encimov, ki s fosforiliranjem regulirajo drug drugega, pri tem pa sodeluje ciklični AMP kot sekundarni obveščevalec, ki aktivira enega od njih.
Kasneje se je njuna skupina pričela s fosforilacijo ukvarjati bolj sistematično in ugotovili so, da je pravzaprav vseprisotna v organizmih, udeležena v regulaciji praktično vseh celičnih procesov. Spoznali so tudi, da so imeli z izbiro modelnega sistema – fosforilazo glikogena v zajčjih mišicah – neverjetno srečo, saj gre za preprost enostopenjski proces. Če bi se denimo lotili glikogen sintaze, ki jo fosforilira osem različnih kinaz v natančnem zaporedju, ne bi mogli s takrat dostopnimi metodami nikoli razvozlati mehanizma.
Leta 1961 je postal redni in leta 1990 častni profesor na Univerzi Washingtona.

## Priznanja
V znanstvenih krogih se je njegovo delo le počasi uveljavljalo, zato so pomembnejša priznanja sledila več deset let po prvih odkritjih. Sčasoma se je namreč izkazalo, da so motnje v procesu fosforilacije odgovorne za številne patološke procese v organizmu, od onkogeneze, motenj imunskega odziva in presnovnih motenj do virusnih ter bakterijskih okužb, kar je vzbudilo zanimanje farmacevtov in širše strokovne javnosti.
V začetku 1970. let je bil Fischer izvoljen za člana Ameriške akademije umetnosti in znanosti ter Nacionalne akademije znanosti ZDA, leta 2010 pa še za tujega člana britanske Kraljeve družbe. Konec osemdesetih je prejel več strokovnih priznanj in leta 1992 še Nobelovo nagrado za fiziologijo ali medicino, skupaj s Krebsom.